# بليغ (اسم)
بليغ هو اسم علم مذكر من أصل عربي، ومعناه هو الفصيح في كلامه، من يبلغ مطلوبه بعبارة واضحة رصينة.

## شخصيات تحمل الاسم
- بليغ حمدي (ملحن مصري، 7 أكتوبر 1931 – 12 سبتمبر 1993[3])
- بليغ حبشي (ممثل افلام مصري، 1925_1988)

## وصلات خارجية
- موسوعة السلطان قابوس لأسماء العرب